# Yannis Kyriakides
Yannis Kyriakides (Grieks: Γιάννης Κυριακίδης) (Limassol, Cyprus, 1 augustus 1969) is een Nederlandse componist van hedendaagse muziek. In zijn muziek combineert hij veelal conventionele muziekinstrumenten met elektronica en digitale media.

## Biografie
Yannis Kyriakides emigreerde in 1975 van Cyprus naar Engeland. In Engeland leerde hij viool en piano spelen en later studeerde hij muziekwetenschap aan de Universiteit van York. In 1992 vertrok hij naar Nederland om aan het Koninklijk Conservatorium in Den Haag te studeren bij Louis Andriessen en Dick Raaymakers. In 1994 en 1995 werkte Kyriakides als componist mee aan enkele voorstellingen van Paul Koek. Ook later in zijn carrière werkte hij meermaals mee aan voorstellingen van Koeks gezelschap de Veenstudio (later de Veenfabriek). Voor Het Nationale Ballet werkte hij in 1994 mee aan het Young composers/Young choreographers project. 
In 2000 won hij de Gaudeamus Prijs voor zijn compositie 'a conSPIracy  cantata' (1999). Samen met de gitarist Andy Moor en ontwerpster Isabelle Vigier richtte hij in 2001 het platenlabel Unsounds op. Op dit label wordt onder andere eigen werk uitgebracht. Kyriakides krijgt opdrachten van en voor verschillende  ensembles en orkesten. 
Vanaf 2005 vormt Kyriakides samen met Ronald Spekle de artistieke leiding van het Maarten Altena Ensemble, dat ze omdopen tot ensemble MAE. In 2007 was Kyrakides de centrale componist tijdens het Huddersfield Contemporary Music Festival in Engeland. In 2011 kreeg zijn cd Antichambers in Parijs een Qwartz Electronic and New Music Award in de categorie Experiment and Research. Dat jaar kreeg hij ook de Buma Toonzettersprijs voor Beste nieuwe Nederlandse compositie in 2010 voor zijn werk Paramyth voor viool, klarinet, piano en computer. Hij was de centrale componist tijdens het November Music Festival van 2011.

## Werk
Yannis Kyriakides mengt in zijn composities conventionele muziekinstrumenten met elektronische geluiden en digitale media. Zo bewerkt hij in zijn compositie Paramyth, voor klarinet, viool en piano, live een vrouwenstem uit de computer tot soms elektronisch gezoem. Ook uit de muziek die hij samen met de gitarist Andy Moor maakt blijkt zijn voorliefde voor het spelen met klank. Kyriakides schreef inmiddels al meer dan 90 composities.

## Discografie

### Albums
- a conSPIracy cantata, 2002
- Red v Green (i.s.m. Andy Moor), 2004
- The Thing Like Us, 2004
- The Buffer Zone, 2006
- Wordless, 2006
- Play Robot Dream (i.s.m. Marco Blaauw) 2010
- Folia (i.s.m. Andy Moor), 2010
- Rebetika (i.s.m. Andy Moor), 2010
- Antichamber, 2010

### Theatergroep Hollandia/de Veenstudio/de Veenfabriek
- Der Glückliche Hand Geöffnet, 1994
- Der Stein, 1995
- Scheurer im Haag, 1995
- Escamotage, 2005
- composities tijdens Symposium on Sound, 2008 (organisatie: de Veenfabriek i.s.m. Universiteit van Leiden)
- Last Day in Corinth, 2010 (Ensemble MAE i.s.m. de Veenfabriek)